# 2882 Tedesco
2882 Tedesco је астероид главног астероидног појаса са средњом удаљеношћу од Сунца која износи 3,157 астрономских јединица (АЈ).
Апсолутна магнитуда астероида је 11,9.